# 황호영
황호영(1919년 6월 8일~1972년 8월 21일)은 대한민국의 정치인이다. 제5대 국회의원을 지냈다.

## 역대 선거 결과
|  | 42.94% |

|  | 25.09% |

|  | 34.76% |

|  | 34.53% |